# Ботранс
Ботранс (фр. Botterens) — громада  в Швейцарії в кантоні Фрібур, округ Грюєр.

## Географія
Громада розташована на відстані близько 45 км на південний захід від Берна, 21 км на південь від Фрібура.
Ботранс має площу 4,3 км², з яких на 8,5% дозволяється будівництво (житлове та будівництво доріг), 34,2% використовуються в сільськогосподарських цілях, 54% зайнято лісами, 3,3% не є продуктивними (річки, льодовики або гори).

## Демографія
2019 року в громаді мешкало 616 осіб (+27,5% порівняно з 2010 роком), іноземців було 15,1%. Густота населення становила 144 осіб/км².
За віковим діапазоном населення розподілялося таким чином: 25% — особи молодші 20 років, 60,6% — особи у віці 20—64 років, 14,4% — особи у віці 65 років та старші. Було 248 помешкань (у середньому 2,5 особи в помешканні).
Із загальної кількості 144 працюючих 16 було зайнятих в первинному секторі, 99 — в обробній промисловості, 29 — в галузі послуг.